# Надія Буланже
Надія Буланже (фр. Nadia Boulanger, 16 вересня 1887 — 22 жовтня 1979) — французька музикантка, диригент, педагог. Присутня на Поверсі спадщини Джуді Чикаго.

## Біографія
Народилася в сім'ї спадкових музикантів: батько — композитор, лауреат Великої Римської премії, викладач вокалу в Паризькій консерваторії. Мати — співачка, княгиня Раїса Мишецька (1856-1935), уродженка Петербурга, нащадка українського князя Михайла Всеволодовича Чернігівського.
Вчилася музики з 9-річного віку. З 1903 року допомагала Габріелеві Форе в його органному музикуванні в церкві Ла Мадлен у Парижі. Закінчила Паризьку консерваторію.
Після смерті улюбленої сестри Лілі в 1918 році залишила творчість, повністю присвятивши себе викладанню й пропагуванню музики. Починаючи з 1920 року викладала в Нормальній школі музики, потім в Американській консерваторії в Фонтенбло та інших закладах.

## Учні та учениці
Серед учнів та учениць Надії Буланже:
- Джордж Антейл
- Гражина Бацевич
- Даніель Баренбойм
- Леонард Бернстайн
- Іділь Бірет
- Діана Біш
- Пол Боулз
- Іоанна Бруздович
- Джон Еліот Гардінер
- Джордж Гершвін
- Філіп Ґласс
- Квінсі Джонс
- Моріс Журно
- Жак Ібер
- Елліотт Картер
- Войцех Кіляр
- Аарон Копленд
- Володимир Косма
- Казимир Сероцький
- Мішель Легран
- Діну Ліпатті
- Ігор Маркевич
- Кшиштоф Мейєр
- Джанкарло Менотті
- Даріюс Мійо
- Петро Мосс
- Пер Нергорд
- Астор П'яццола
- Нед Рорем
- Ромуальд Твардовський
- Гейр Твейт
- Вірджил Томсон
- Жан Франсе
- Генрік Шерінг
- Міхал Кондрацький